# Градовский, Дмитрий Дмитриевич
Дмитрий Дмитриевич Градовский (31 октября (11 ноября) 1797—15 (27) октября 1867) — майор, участник Отечественной войны 1812 года, декабрист; общественный деятель.

## Биография
Сын генерал-майора Дмитрия Егоровича Лесли; родился вне брака 31 октября (11 ноября) 1797 года.
В службу вступил 24 июля 1812 года юнкером в лейб-гвардии Конный полк. Участвовал в Бородинском сражении и в походе за границу, сражаясь при Ла-Бриенне, Бар-Сюр-Обе, Арси, Фер-Шампенуазе и при взятии Парижа. С 15 марта 1815 года принял участие во втором походе за границу через Германию во Францию до Парижа. За участие в кампании 1812 года он был награждён серебряной медалью на голубой ленте, за отличие в сражениях получил Высочайшее благоволение, а также серебряную медаль, установленную в память вступления русской армии 19 марта 1814 года в Париж. Во время первого заграничного похода 25 мая был перемещён в Глуховский кирасирский полк корнетом, а 30 января 1817 года уволился от службы с производством в поручики.
С 1 мая 1818 по 16 июля 1819 года служил в 3-м округе путей сообщения; 28 июля 1819 года согласно прошению был определён в Екатеринославский кирасирский полк корнетом, 14 ноября произведён в поручики; 18 июля 1825 года произведён в штаб-ротмистры и 24 декабря назначен старшим адъютантом во 2-ю кирасирскую дивизию; 25 апреля 1827 года произведен в ротмистры.
В 1820 году был посвящён в московской ложе «Ищущих манны» по рекомендации сына известного просветителя Павла Андреевича Болотова.
По собственному признанию, сделанному при подписке о непринадлежности к тайным обществам (1826), член Союза благоденствия (принят в Москве в 1819 года А. Н. Муравьёвым). К следствию не привлекался. В связи с признанием находился под секретным надзором.
Был уволен 21 марта 1829 года от службы из-за болезни майором. После отставки поселился в имении своей жены, в хуторе Волчьем Валуйского уезда Воронежской губернии. Пользовался в уезде большим уважением и авторитетом; с 11 января 1834 года и по 23 марта 1839 года состоял почётным смотрителем Валуйского уездного училища. При своём доме организовал начальное училище для детей помещиков из соседних сёл и деревень — в ней учились его сыновья Александр и Николай, барон Н. А. Корф и др.
Занимаясь сельским хозяйством, построил на хуторе Волчий завод по производству селитры и в Петербурге издал книгу «Краткое руководство для добывания нелитрованной селитры».
По определению Воронежского депутатского собрания 16 сентября 1833 года был внесён в 3-ю часть родословной книги Воронежского дворянства. По просьбе Воронежского губернского статистического комитета занимался краеведением; с 1854 года был член-корреспондентом комитета.
Скончался 15 (27) октября 1867 года.

## Семья
Женился на Анне Николаевне Лосевой (1811—1867), дочери директора Орловской гимназии Н. В. Лосева. Их дети:
- Николай (1829—1907);
- Наталья (5.07.1834—6.12.1876), замужем за Аполлоном Александровичем Типольтом (1824—1908), который получил 15 мая 1900 года титул барона; 1 августа 1864 года у них родился сын Николай;
- Александр (1841—1889)